# Музей на Народноосвободителната война (Крушево)
Музеят на Народноосвободителната война (на македонска литературна норма: Музеј на Народо-ослободителната војна) в Крушево, Северна Македония, е посветен на партизанските дейци от Вардарска Македония в периода 1941-1944 година. Отворен е през 1988 година и в него са изложени фотографии на крушевския партизански отряд „Питу Гули“, проследяващи бойния му път. Сред експонатите има оригинални оръжия и предмети на партизаните. В сградата има и голям стенопис, дело на художника Борко Лазерски. Ежегодно, в близост до музея се издига лятна сцена, на която се организират манифестации в периода на Научно-културните срещи „Десет дена Крушевска република“.

## Сграда
Сградата на музея, изградена в 1989 година, е обявена за паметник на културата.